# Peruanos Por el Kambio
Peruanos Por el Kambio fue un partido partido político peruano de centroderecha. Se fundó el 24 de junio de 2014 y obtuvo su inscripción ante el Jurado Nacional de Elecciones el 15 de octubre del mismo
Su fundador es Pedro Pablo Kuczynski, exjefe de gabinete y excandidato presidencial por la coalición Alianza por el Gran Cambio. Tras quedar en el tercer lugar en las elecciones de 2011, fundaría Peruanos por el Kambio en aras de participar en las elecciones presidenciales del 2016. Kuczynski obtendría el 21,05% de votos válidos en primera vuelta. Resulta victorioso en balotaje frente Keiko Fujimori con un 50,12%. 
Kuczynski renunciaría a la presidencia del Perú ante un segundo intento de destitución en su contra por el Congreso de la República, de mayoría fujimorista. Su sucesor y entonces primer vicepresidente, Martín Vizcarra, formó parte de la fórmula presidencial de Peruanos por el Kambio en las elecciones, mas no era militante y fue independiente del grupo parlamentario. Asimismo, la segunda vicepresidenta y también congresista, Mercedes Aráoz, era una invitada del partido político.
El grupo parlamentario Peruanos por el Kambio sufriría fragmentaciones internas. El partido político cambia su nombre a Contigo en marzo de 2019, nombre que usaría un nuevo grupo parlamentario conformado por la cúpula del partido.

## Historia

### Antecedentes
Kuczynski sería invitado por la coalición de derechas Alianza por el Gran Cambio, conformada por el histórico: Partido Popular Cristiano y Alianza para el Progreso; también otras organizaciones políticas, a ser su candidato a la Presidencia de la República en las elecciones generales de 2011. En dichos comicios, Kuczynski quedaría en el tercer lugar con un 18,51%, frente al nacionalista Ollanta Humala y Keiko Fujimori. En segunda vuelta, Kuczynski apoyó a esta última.

### Creación del partido
Peruanos Por el Kambio (PPK)  está registrado desde octubre de 2014.
Su fundador es el economista y ex primer ministro Pedro Pablo Kuczynski, ex Presidente de Perú y líder del partido. Su actual presidente es Gilbert Violeta. La agrupación es descrita como liberal. Los colores de campaña del partido son rosa , azul cielo y amarillo, similares a su predecesor, la Alianza por el Gran Cambio.
El 15 de octubre de 2014 se inscribió en el Registro de Organizaciones Políticas del Jurado Nacional de Elecciones con el nombre de Perú +. El 16 de febrero de 2015 se realizó la primera Asamblea Nacional Estatutaria que decidió cambiar el nombre del movimiento a Peruanos por el Kambio.
La palabra «Kambio» está escrita con «K» de forma intencionada, con el fin de que el partido tenga las mismas iniciales que su líder Pedro Pablo Kuczynski.
Según sus estatutos Peruanos Por el Kambio “es un Partido Político de alcance nacional, independiente, democrático y pluralista, que se constituye de acuerdo a la Constitución Política del Perú, a la Ley Nº 28094 – Ley de Partidos Políticos, las normas que dicten los organismos electorales y demás leyes de la República”, y que “establece su domicilio principal en la ciudad de Lima, y sus actividades y jurisdicción se extenderán a todo el territorio nacional, pudiendo establecer Comités en todas las regiones y provincias, así como en el extranjero. El plazo de vigencia del Partido es por tiempo indeterminado.”
Actualmente la Presidencia del partido la ocupa el congresista Gilbert Violeta y la Secretaría General el congresista Salvador Heresi.
Entre sus principales miembros se encuentran Martín Vizcarra, expresidente de la República (vacado, por el congreso en noviembre de 2020) tras la renuncia de Kuczynski, Mercedes Aráoz quién ocupa la vicepresidencia de la República y los congresistas exmilitantes de Perú Posible Carlos Bruce y Juan Sheput. La opinión pública reconoció que la incorporación de Aráoz, Bruce y Sheput le dio a PPK otro tipo de alcance y presencia en el escenario político nacional. Los tres son reconocidos como sendos líderes de opinión.

## Participación electoral

### Elecciones generales de 2016
Las Elecciones generales de Perú de 2016 fueron las primeras en las cuales participó el partido. En esta se presentaron candidatos a la Presidencia del Perú, al Congreso de la República del Perú y al Parlamento Andino.
Pedro Pablo Kuczynski anunció su candidatura presidencial el 26 de abril de 2015. En la primera vuelta de las elecciones Peruanos Por el Kambio obtuvo el 21,05 % de los votos válidos alcanzado el segundo lugar detrás de la candidata Keiko Fujimori del partido Fuerza Popular que obtuvo el 39,86% de los votos válidos con lo cual pudo pasar a la segunda vuelta de las elecciones presidenciales.
Durante la segunda vuelta se dio una alta polarización entre los seguidores del fujimorismo y los anti-fujimoristas. Producto de esta la mayoría de los candidatos que participaron en la primera vuelta se vieron obligados a apoyar a uno u otro candidato , siendo Kuczynski quien obtuvo el respaldo de la mayoría de estos , incluyendo el de Verónika Mendoza y Alejandro Toledo Manrique.
Antes de la segunda vuelta se dieron tres debates entre Peruanos Por el Kambio y Fuerza Popular de los cuales dos fueron entre los candidatos presidenciales y uno entre los equipos técnicos de ambos.
El resultado de la segunda vuelta de las elecciones dio como ganador a Pedro Pablo Kuczynski quien obtuvo el 50.120% de los votos válidos sobre el 49.880% de Keiko Fujimori con lo cual el candidato de Peruanos Por el Kambio fue elegido como Presidente del Perú para el período 2016-2021.

#### Elecciones parlamentarias
En las Elecciones parlamentarias de Perú de 2016 Peruanos Por el Kambio obtuvo 18 escaños en el Congreso de la República siendo la tercera fuerza parlamentaria después de Fuerza Popular y el Frente Amplio por Justicia, Vida y Libertad que obtuvieron 73 y 20 escaños respectivamente.

#### Congresistas 2016-2021
| Región                          | Nombre                  | Numero de Votos | Condición |
| ------------------------------- | ----------------------- | --------------- | --------- |
| Arequipa                        | Ana María Choquehuanca  | 27,285          | Invitada  |
| Arequipa                        | Sergio Dávila           | 24,096          | Invitado  |
| Callao                          | Janet Sánchez Alva      | 17,409          | Militante |
| Ica                             | Alberto Oliva Corrales  | 15,379          | Invitado  |
| Junín                           | Moisés Guía Pianto      | 20,578          | Invitado  |
| Lambayeque                      | Clemente Flores Vílchez | 15,491          | Invitado  |
| Lima Metropolitana y extranjero | Mercedes Aráoz          | 215,233         | Invitada  |
| Lima Metropolitana y extranjero | Alberto de Belaunde     | 29,271          | Invitado  |
| Lima Metropolitana y extranjero | Carlos Bruce            | 112,377         | Invitado  |
| Lima Metropolitana y extranjero | Gino Costa              | 26,128          | Invitado  |
| Lima Metropolitana y extranjero | Salvador Heresi         | 78,615          | Militante |
| Lima Metropolitana y extranjero | Guido Lombardi          | 36,661          | Invitado  |
| Lima Metropolitana y extranjero | Pedro Olaechea          | 41,669          | Invitado  |
| Lima Metropolitana y extranjero | Juan Sheput             | 73,412          | Invitado  |
| Lima Metropolitana y extranjero | Roberto Vieira          | 30,389          | Invitado  |
| Lima Metropolitana y extranjero | Gilbert Violeta         | 80,944          | Militante |
| Loreto                          | Jorge Meléndez          | 18,972          | Invitado  |
| Moquegua                        | Vicente Zeballos        | 11,652          | Invitado  |

## Cambio de nombre
El partido de gobierno, tras la renuncia de Pedro Pablo Kuczynski orquestada por la oposición en el Congreso con la difusión de los Kenjivideos filmados clandestinamente por el congresista Moisés Mamani, acordó por unanimidad cambiar el logo del partido, así como también variar una letra de su nombre, pasándose a llamar Peruanos por el Cambio.
Si bien se reconoce el liderazgo de Pedro Pablo Kuczynski dentro del partido, este no puede ser considerado uno con una estructura sólida ya que, si bien los líderes de este buscan construir una estructura partidaria que sobreviva a la presidencia de Kuczynski, el carácter dispar de sus miembros más allá de su perfil tecnócrata incluyendo congresistas electos por este partido hace muy difícil que esto se dé en el futuro. Siendo una clara muestra de esto el conflicto que se dio poco después de iniciado el gobierno de Peruanos Por el Kambio entre los congresistas Carlos Bruce y Roberto Vieira debido a que el primero entre otras cosas le cuestionó su fidelidad al partido, esto dio como resultado la expulsión de Roberto Vieira. En septiembre de 2017 se adhirió la expositora Patricia Donayre; sin embargo, a consecuencia del indulto otorgado por el presidente Kuczynski en favor de Alberto Fujimori, renunciaron a la bancada los parlamentarios Alberto de Belaúnde, Gino Costa y Vicente Zeballos. El 11 de junio de 2018, renunció también Pedro Olaechea. Entre el 9 y el 13 de noviembre renunciaron también Guido Lombardi, Salvador Heresi y Patricia Donayre. Gilbert Violeta renunció a la vocería de la bancada. Juan Sheput se desempeñó como Vocero Alterno.
El 2 de marzo de 2019 la agrupación cambió de nombre a Contigo, sin embargo mantienen una relación de cordialidad con el expresidente Pedro Pablo Kuczynski.

## Resultados electorales

### Elecciones presidenciales
|  | 21.05 % |

|  | 50.12 % |

### Elecciones parlamentarias
| Año  | Congresistas | Congresistas     | Congresistas | Posición | Notas |
| Año  | Votos        | %                | Escaños      | Posición | Notas |
| ---- | ------------ | ---------------- | ------------ | -------- | ----- |
| 2016 | 2 007 710    | \| \| 16.46 % \| | 18/130       | 2°       |       |
|      | 16.46 %      |                  |              |          |       |

### Elecciones al Parlamento Andino
| Año  | Votos     | %                | Escaños | Posición | Notas |
| ---- | --------- | ---------------- | ------- | -------- | ----- |
| 2016 | 1 505 118 | \| \| 14.92 % \| | 1/5     | 3.º      |       |
|      | 14.92 %   |                  |         |          |       |

### Elecciones regionales y municipales
| Año  | Gobiernos Regionales | Alcaldías Provinciales | Alcaldías Distritales |
| Año  | Representantes       | Representantes         | Representantes        |
| ---- | -------------------- | ---------------------- | --------------------- |
| 2018 | 0/25                 | 2/196                  | 3/1874                |